# The Lover (série de televisão)
The Lover (hangul: 더 러버) é uma série de televisão sul-coreana estrelada por Oh Jung-se, Ryu Hyun-kyung, Jung Joon-young, Choi Yeo-jin, Park Jong-hwan, Ha Eun-seol, Takuya Terada e Lee Jae-joon. Foi ao ar pela Mnet de 2 de abril a 25 de junho de 2015 às quintas-feiras às 23:00 em 12 episódios.

## Enredo
The Lover retrata quatro casais diferentes que vivem juntos em um complexo de apartamentos.
Quarto 609: Na casa dos trinta, Oh Do-si é um dublador e Ryu Doo-ri é uma blogger. Eles simplesmente escolheram viver juntos, em vez de se casar, e dividem um apartamento a dois anos.
Quarto 610: Jung Young-joon e Choi Ji-nyeo são um casal com 12 anos de diferença de idade. Ji-nyeo tem a personalidade de uma ajumma (senhora) e, basicamente, apoia seu namorado mais jovem, na esperança de que ele um dia vai realizar seu sonho, enquanto Young-joon é um músico desempregado que vive com uma guitarra que não sabe tocar. Eles vivem juntos a um ano, e são rápidos para brigar e fazer as pazes.
Quarto 510: Parque Hwan-jong e Ha Seol-eun estão em seus vinte e poucos anos e moram juntos a pouco tempo. Seol-eun quer que seu namorado acredite que ela é a personificação perfeita da feminilidade, e trabalha incansavelmente para manter a ilusão.
Quarto 709: Lee Joon-jae é um jovem solitário que prefere ficar em casa, mas é forçado a encontrar um companheiro de quarto por razões financeiras. Ele não quer trocar nem uma pequena conversa desnecessária por isso quer um companheiro de quarto estrangeiro que não pode falar coreano muito bem. Takuya é um japonês aventureiro que tem Seul com seu ultimo destino antes de voltar para seu país. Takuya pensa que Joon-jae está desperdiçando sua juventude, e começa a atraí-lo para o mundo. 

## Elenco
- Oh Jung-se como Oh Do-si
- Ryu Hyun-kyung como Ryu Doo-ri
- Jung Joon-young como Jung Young-joon
- Choi Yeo-jin como Choi Jin-nyeo
- Park Jong-hwan como Park Hwan-jong
- Ha Eun-seol como Ha Seol-eun
- Takuya Terada como Takuya
- Lee Jae-joon como Lee Joon-jae
- Sung Kyu-chan como Sung Min-jae
- Kang Kyun-sung como Ryu Sung-kyun (Ep: 1)[7]